# Luiz Carlos Bombonato Goulart
Luiz Carlos Bombonato Goulart (Rubinéia, 1975. november 14. –) brazil válogatott labdarúgó.
A brazil válogatott tagjaként részt vett a 2002-es világbajnokságon.

## Statisztika
| Brazil válogatott | Brazil válogatott | Brazil válogatott |
| Időszak           | Mérk.             | gól               |
| ----------------- | ----------------- | ----------------- |
| 2000              | 1                 | 0                 |
| 2001              | 3                 | 2                 |
| 2002              | 7                 | 1                 |
| Összesen          | 11                | 3                 |